# Batalha de Serres (1205)
A Batalha de Serres (em búlgaro:  Битка при Сяр) foi travada em junho de 1205 na cidade de Serres (Syar), na moderna Grécia, entre o Império Búlgaro e o Império Latino, terminando em vitória búlgara.

## Origens do conflito

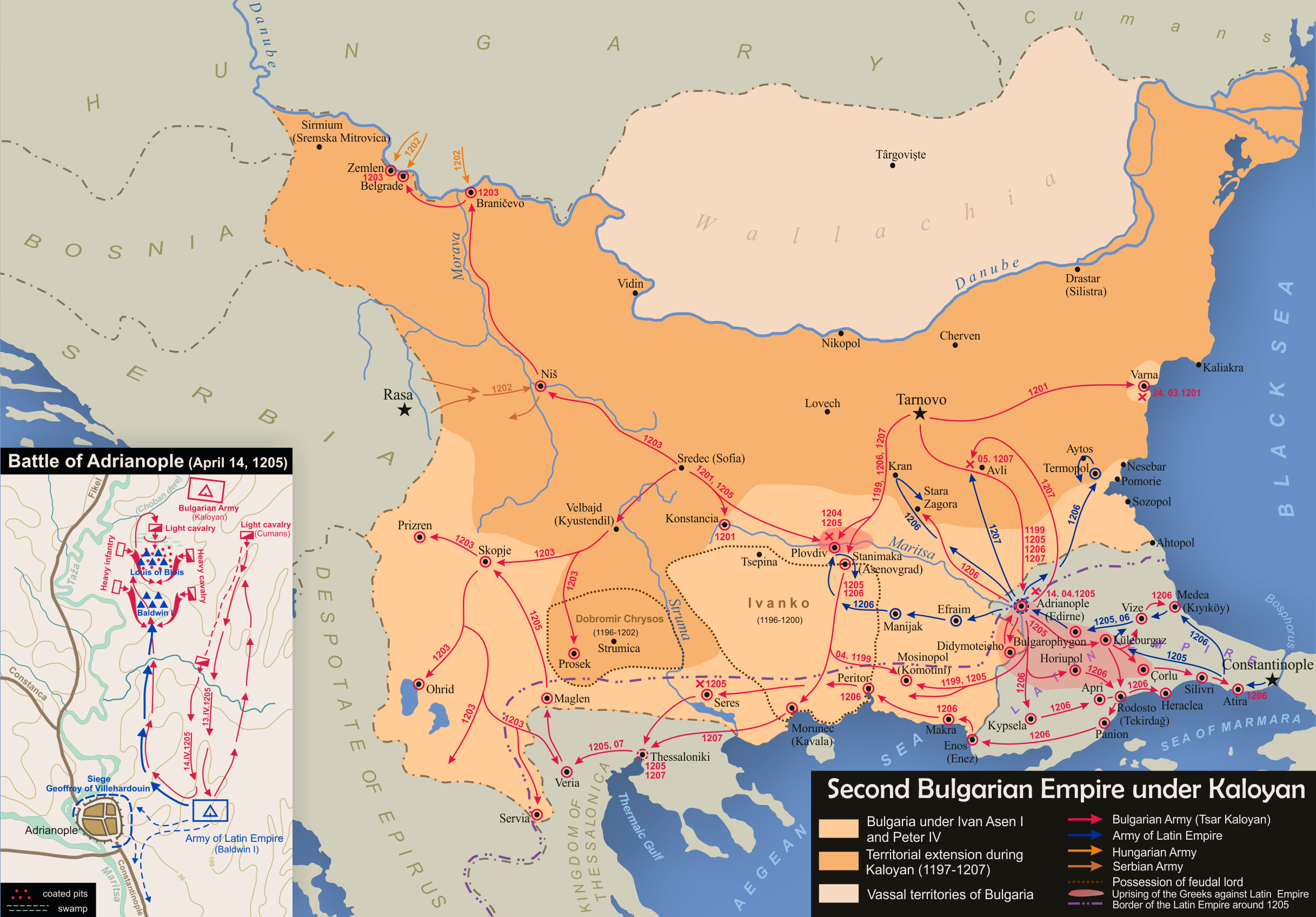
Bulgária sob Kaloyan (1197-1207).

Depois de uma grande vitória na Batalha de Adrianópolis, em 1205, os búlgaros passaram a controlar a maior parte da Trácia bizantina, com exceção de um conjunto de grandes cidades maiores, fortificadas, que o tsar Joanitzes queria capturar. Em junho do mesmo ano, ele marchou com seu exército para o sudoeste, na direção dos domínios de Bonifácio I de Monferrato, o rei de Tessalônica e vassalo do Império Latino.

## A batalha
A primeira cidade no caminho do exército búlgaro era Serres. Os cruzados tentaram lutar nas proximidades da cidade, mas foram derrotados e tiveram que recuar. Durante a retirada, os búlgaros se aproveitaram para invadir a cidade, cercando os latinos remanescentes na cidadela. Nas negociações que se seguiram, Joanitzes concordou em dar-lhes um salvo-conduto até a fronteira búlgaro-húngara. Porém, assim que a guarnição se entregou, os cavaleiros foram mortos e apenas a população foi poupada.

## Consequências
O sucesso da campanha de 1205 terminou com a captura de Filipópolis (Plovdiv) - seus cidadãos desejavam se unir à Bulgária, mas a nobreza bizantina, liderada por Aleixo Aspieta, resistia. Depois que Joanitzes tomou a cidade, seus muros foram destruídos e Aspieta, enforcado. No ano seguinte, a guerra contra o Império Latino e a nobreza bizantina local continuou e o exército cruzado foi novamente derrotado na Batalha de Rusião.